# Udea schaeferi
Udea schaeferi is een vlinder uit de familie van de grasmotten (Crambidae), uit de onderfamilie van de Spilomelinae. De wetenschappelijke naam van deze soort is voor het eerst voorgesteld als Pionea schaeferi door Aristide Caradja in een publicatie uit 1937.
De soort komt voor in China (Yunnan).